# Newave
『newave』（ニューウェーヴ）は、COALTAR OF THE DEEPERSの5枚目のオリジナル・アルバム。2002年2月27日にcutting edgeから発売された。
ICHIMAKIが脱退した直後の作品。
打ち込みや電子音を多用している他、サンバのリズムが導入されていたりと、民族音楽的なアプローチが非常に強い作品となっている。
また、『THE VISITORS FROM DEEPSPACE』以来の、メジャーレーベルからのリリースとなっている。

## 収録曲
1. downfall [5:29]
2. hyper velocity [3:46]
『THE BREASTROKE II』にも収録されている。
3. without hesitation into door away [4:54]
4. how smooth [4:32]
5. prophet proved [4:53]
『THE BREASTROKE II』にも収録されている。
6. newave (featuring les yeux) [5:27]
7. the proof [7:04]
8. snow again [5:02]
9. entreaty [6:08]
10. sweat voyage [5:46]